# Горбачук Іван Тихонович
Горбачук Іван Тихонович (нар.18 січня 1933, с. Батарея, нині Брестська область, Білорусь) — український фізик, академік АН вищої школи України, заслужений професор НПУ ім. М. П. Драгоманова.

## Біографічні відомості
Брат Василя Тихоновича Горбачука.
Закінчив Київський педагогічний інститут за спеціальністю «фізика і основи виробництва» (1959). Працював учителем фізики і математики в середній школі с. Плесецьке Васильківського р-ну Київської області (1959—1962), в школах м. Ірпінь Київської обл. (1962—1967).
Від 1967 — у Національному педагогічному університеті (Київ): інженер (1967—1968), аспірант (1968—1971), викладач кафедри загальної фізики (1973—1977), заступник декана фізико-математичного факультету (1977—1980), доцент, завідувач кафедри загальної фізики (1985—1986).
Заслужений професор НПУ імені М. П. Драгоманова, голова профспілки працівників та голова ради трудового колективу університету.
Кандидат фізико-математичних наук (1974), професор (1994), Заслужений працівник освіти України (2000).

## Наукова робота
Досліджує електроповерхневі властивості дисперсійних систем методами електрокінетики; симетрію і закони збереження класичної та квантової фізики.
Іван Горбачук є автором понад 150 наукових праць, серед яких 25 підручників та навчальних посібників.
Зокрема, за його редакцією у Києві вийшли лабораторний практикум (1992) і збірник задач (1993) «Загальна фізика». Є співавтором тритомника «Загального курсу фізики» (1999—2001) і збірника задач до нього (2003).

## Громадська діяльність
З 1997 — голова Комісії по координації роботи вищих навчальних закладів м. Києва з гуманітарних питань при Київській міській державній адміністрації і раді ректорів Київського вузівського центру, з 1991 — голова осередку товариства «Просвіта» університету.
Академік АН вищої школи України (з 2004; Відділення фізики і астрономії). Академік-секретар цього ж Відділення.
Член головної ради Всеукраїнського товариства «Просвіта» ім. Тараса Шевченка (з 2017).

## Нагороди
- «Відмінник народної освіти» (1967)
- Медаль А. С. Макаренка (1986)
- «Ветеран праці» (1987)
- «Профспілкова відзнака» (1995)
- «Будівничий України» (2003)
- Орден Святого Архистратига Михаїла (2002)
- Орден Святих Кирила і Мефодія (2005)
- Орден «За заслуги» І ступеня (2020)[3].